# بابک زنجانی
بابک زنجانی (زاده ۲۱ اسفند ۱۳۵۲) بازرگان و سرمایه‌دار، موسس گروه سورینت و صاحب بزرگ‌ترین شرکت خوشه‌ای ایرانی است. نام او در جریان فعالیت‌های کلان مالی مرتبط با دور زدن تحریم‌های بین‌المللی ایران و مسدود شدن مبالغ ارزی وی در بانک‌های خارجی در دوران دولت محمود احمدی‌نژاد مطرح شد. او ثروتمندترین ایرانی جهان در سال ۲۰۱۲ بوده است. وی در تاریخ ۹ دی ۱۳۹۲ توسط دادستانی کل کشور به اتهام بدهی بانک مالزی متعلق به وی که از وزارت نفت ایران سپرده داشت، بیش از دو و نیم میلیارد یورو به وزارت نفت و بانک مرکزی بدهکار شد و همچنین اخلال در نظام اقتصادی پنج ماه زودتر از سر رسید بدهی و با عوض شدن دولت ایران بازداشت شد. جابجایی ۸۷ میلیارد یورو از وجوه مسدود ایران و کمک به بانک مرکزی و وزارت نفت ایران برای تسهیل در دور زدن تحریم‌ها و ورود ۲۲ فروند هواپیما به ایران و پرداخت بیش از ۲٫۵ میلیارد یورو در قالب ۳۶۰۰۰ حواله باعث تحریم وی توسط خزانه داری آمریکا و اروپا شد.
پرونده‌ها و اتهام‌های مفاسد مالی در خصوص بدهی‌هایش به شرکت نفت تا سال ۱۴۰۴ به گفته حمید بورد (مدیرعامل شرکت ملی نفت ایران) باز بوده و این شرکت نتوانسته است که مطالبات خود را دریافت نماید. هرچند در بهمن‌ماه ۱۴۰۲، غلامحسین محسنی اژه‌ای، رئیس قوه قضاییه، اعلام کرد که اموال شناسایی‌شده بابک زنجانی در خارج از کشور به تهران منتقل شده و بر اساس کارشناسی‌های اولیه، این اموال تکافوی بدهی‌ها و خسارت‌های او را می‌دهد. به گفته اژه‌ای، با احتساب اموال قبلاً بازگردانده‌شده، ارزش مجموع دارایی‌ها حتی از بدهی‌ها نیز فراتر می‌رود. این در حالی اتفاق می‌افتد که یکی از شرکت‌های زیر نظر او به نام «آوان ریل» از زیرمجموعه‌های هلدینگ «دات وان»، در فروردین ماه ۱۴۰۴ تفاهم‌نامه‌ای ۶۱ هزار میلیارد تومانی با راه‌آهن جمهوری اسلامی ایران امضا کرد.

## خانواده
بابک زنجانی، در گذشته دارای همسری به نام ثریا اسدی بوده است که سال ۱۳۸۸ از وی جدا می‌شود. وی همچنین دارای خواهری به‌نام بهار زنجانی بوده است. بابک زنجانی از اسامی خانواده در خصوص ثبت شرکت‌ها در روزنامه رسمی کشور به‌عنوان سهامدار استفاده کرده و سهامدار بوده است.

## زندگی‌نامه

### زندگی‌نامه بابک زنجانی به روایت خودش
زمان سربازی به سپاه اردکان اعزام شده است. در اردکان چون مرتب‌تر بود و تمیزتر می‌نوشت به قرارگاه فرماندهی سپاه منتقل شد. بعد از حدود ۱۳ تا ۱۴ ماه با دیدار اکبر هاشمی رفسنجانی، رئیس‌جمهور سابق ایران از قرارگاه سپاه و تأکید بر نیاز برخی نهادها از جمله بانک مرکزی به سرباز، وی را به‌عنوان سرباز به بانک مرکزی تهران می‌فرستند.
بابک زنجانی چندی بعد و در دوره محسن نوربخش (رئیس وقت بانک مرکزی) به‌عنوان سرباز سپاه مأمور به بانک مرکزی می‌شود. او در آنجا غیر از رانندگی کار ثبت نامه‌ها را هم برعهده می‌گیرد. زنجانی بعد از اتمام دوره سربازی به‌دلیل تخصص در حوزه ارز برای فروش و انتقال ارز توافقاتی با بانک مرکزی می‌کند و تصمیم می‌گیرد در تزریق دلار توسط بانک مرکزی برای کنترل بازار فعالیت کند.
نخستین ارزی که از بانک مرکزی برای توزیع گرفته ۱۷ میلیون دلار بوده؛ کارمزدی که بابت توزیع آن دریافت کرده هم ۱۷ میلیون تومان بوده است. او هر روز ۱۷ میلیون دلار از بانک مرکزی می‌گرفت و پخش می‌کرد و ۱۷ میلیون تومان هم سود دریافت می‌کرده است.
زنجانی پس از درگذشت نوربخش تصمیم می‌گیرد به تجارت دیگر برود و به صادرات «سالامبور» (پوست دباغی شده گوسفند) و صادرات آن به ترکیه و ایتالیا مشغول می‌شود، او پوست گوسفندان را می‌خریده، سپس دباغی کرده و آنها را به ترکیه می‌فرستاده. زنجانی می‌گوید در نخستین کانتینری که به ترکیه فرستاد هر «سالامبور» برایش یک دلار تمام شد؛ اما آنها را در ترکیه ۱۹ تا ۲۰ دلار فروخت و پولش به یکباره چند برابر شد. او کارش را با ۵ هزار پوست شروع کرد و سودهای کلانی عایدش شد؛ همه چیز خوب پیش می‌رفت تا اینکه در سال ۱۹۹۶ میلادی به‌دلیل اتفاقات مالی روسیه موفق به فروش کالا نمی‌شود و بدهکار شده و به زندان می‌افتد.
روایت بابک زنجانی در مورد چگونگی میلیاردر شدنش، توسط مسئولان وقت بانک مرکزی تأیید نشده است. یزدانپناه، رئیس دفتر دکتر نوربخش، با صراحت می‌گوید نوربخش هیچ‌گاه راننده‌ای به‌نام بابک زنجانی نداشته است ولی در برگه‌های مأموریت صادر شده از سوی سپاه این موضوع به اثبات رسیده است.
همچنین یکی از اشخاصی که خود را از دستیاران بابک زنجانی جا زده و در رسانه هزینه کرده بود در یک گفتگو گفته: «ریشه ثروت او، برخلاف روایتی که سر زبان‌ها انداخته بود به نیمه سال ۹۰ می‌رسید و برخلاف آنچه که ادعا می‌کند رابط نوربخش، رئیس بانک مرکزی در دولت هاشمی رفسنجانی برای تزریق ارز به بازار نبوده» و ادعای زنجانی مبنی بر میلیونر شدن در زمان سربازی را افسانه اعلام کرد. به گفتهٔ این دستیار ارشد زنجانی، زنجانی خود خواسته به تحریم‌های اروپا و آمریکا و بلوکه شدن پول‌هایش تن داده است و از گردش پول‌های نفت بلوکه شده شرکت هواپیمایی و باشگاه فوتبال خریده تا همه او را بشناسند و پوششی شود برای کارهایش. هنگامی که دست زنجانی از دور زدن تحریم‌ها کوتاه شد، دست به دامن رسانه‌ها شد تا از خودش افسانه و قهرمان ملی بسازد.
همچنین روایت زنجانی دربارهٔ خانواده خود چنین است که پدرش کارمند راه‌آهن بود و عموی وی شرکت مسافربری «تی.بی. تی» را بنیان گذاشته اما شرکت مسافربری تی.بی. تی (T.B.T) توسط دو نفر به نام‌های «توکلی» و «باقرزاده» در سال ۱۳۳۳ تأسیس شده و نام این شرکت هم مخفف اسم همین دو نفر است که سهامداران آن بودند. پس از انقلاب هم بنیاد مستضعفان انقلاب اسلامی این شرکت را مصادره کرد و از آن زمان تاکنون توسط کسانی که این نهاد تعیین می‌کند اداره می‌شود و فامیل «زنجانی» در میان آنها وجود ندارد.

## زندان مالی در دههٔ ۸۰
منصور سلطانی راد، وکیل پرونده طلاق «ثریا اسدی»، همسر پیشین «بابک زنجانی» می‌گوید زنجانی چندبار به زندان رفته بود و اوایل سال ۸۸ بابت چک‌های برگشتی شرکت «سورینت قشم» به مدت سه ماه به زندان رفت. البته این مطلب صحیح نیست و بابک زنجانی فقط یکبار در سال ۱۳۷۷ به زندان بابت بدهی سالامبور رفته و بابک زنجانی از سال ۱۳۸۸ دارای چندین کارخانه بوده است و در سال ۱۳۸۶ هواپیمایی قشم را خریداری کرده است

## دارایی‌ها و مشاغل
بابک زنجانی دارای بیش از ۷۰ شرکت با ۲۲ میلیارد یورو سرمایه است از جمله شرکت هلدینگ توسعه سورینت قشم، بانکی به نام «اولین بانک سرمایه‌گذاری اسلامی» (به انگلیسی: First Islamic Investment Bank) در مالزی، سهامدار شرکت هواپیمایی انور ترکیه، مؤسسه مالی اعتباری sct bsnkers در امارات و بانک kont در تاجیکستان است. او همچنین شرکت‌هایی در دوبی، ترکیه و تاجیکستان دارد. در یکی از قطعنامه‌های تحریم اقتصادی اتحادیه اروپا که از او اسم برده شده، ۱۵ شرکت منتسب به او نام برده شده است. زنجانی در مصاحبه‌ای با خبرگزاری دانشجویان ایران ایسنا گفته است که او ۶۴ شرکت داخلی و خارجی دارد و «هم‌اکنون در ایران و دیگر کشورهای دنیا با ۱۷ هزار نفر پرسنل مشغول ارائه تجارت و خدمات مستقیم و غیر مستقیم هستیم.»
زنجانی همچنین مالک و رئیس هیئت مدیره باشگاه فوتبال راه‌آهن است. وی در ۱۴ آذر ۱۳۹۲ در گفتگویی با علی پروین اعلام کرد حاضر است ۲۰۰ میلیارد تومان نقد بدهد تا مالک باشگاه پرسپولیس شود. وی همچنین رئیس هیئت مدیره هواپیمایی قشم است.
از زندگی زنجانی دو روایت وجود دارد. یکی را خودش در گفتگو با هفته‌نامه «آسمان» تعریف کرده و نقطه عطفش سربازی در سپاه و رانندگی برای محسن نوربخش، رئیس وقت بانک مرکزی است. اما خبرگزاری تدبیر این روایت و حتی تاریخ‌های ذکر شده را جعلی دانسته است و ثروتمند شدن او را از سال ۹۰ و استفاده از روابط رانتی می‌داند.
در اواخر سال ۱۴۰۳ رسانه‌های منتسب به بابک زنجانی خبر از راه‌اندازه خط هوایی «دات وان» در ایران دادند.

## قرار گرفتن در فهرست تحریم‌ها
اتحادیه اروپا در دسامبر ۲۰۱۲ نام بابک زنجانی را در فهرست تحریم‌ها قرار داد. به گفتهٔ یکی از دستیاران زنجانی، زنجانی خود خواسته به تحریم‌های اروپا و آمریکا و بلوکه‌شدن پول‌هایش تن داد تا بهانه‌ای برای بازنگرداندن پول‌ها به ایران داشته باشد. این مطلب نادرست است و و ۱۵ شرکت خارجی بابک زنجانی در لیست تحریم‌های آمریکا و اروپا و انگلستان قرار گرفت و دلیل تحریم شدن کمک به تسهیل و جابجایی وجوه جمهوری اسلامی ایران بوده است.

### تحریم توسط اتحادیه اروپا
زنجانی در دسامبر ۲۰۱۲ به علت آنچه «کمک به دور زدن تحریم‌های ایران از طریق داشتن نقش کلیدی در تجارت نفت ایران و انتقال پول نفت به ایران» خوانده شد، در لیست تحریم اتحادیه اروپا قرار گرفت. بلافاصله پس از این اقدام اتحادیه اروپا، زنجانی در یک مصاحبه با خبرگزاری رویترز گفت: کاری برخلاف قواعد اتحادیه اروپا نکرده است و نفت را در کشورهای معاف از تحریم و طبق قوانین بین‌المللی فروخته است. او افزود: یک مجموعه تجاری خصوصی دارد و هیچ رابطه خاصی با دولت ایران ندارد، او همچنین افزود: شرکت نفتی او در عراق فعالیت تجاری می‌کند.
وزارت خزانه‌داری بریتانیا (HM Treasury) در مهر ۱۳۹۳ خورشیدی تحریم بابک زنجانی را لغو کرد. با این وجود، اتحادیه اروپا، یک ماه بعد، وی را مجدداً در فهرست تحریم‌های خود قرار داد.

### تحریم توسط آمریکا
از آوریل ۲۰۱۳ میلادی، زنجانی و مؤسسه‌های مرتبط با وی، توسط آمریکا نیز به دور زدن تحریم‌های ایران متهم شدند. دیوید کوهن، معاون وزارت دارایی آمریکا، با اعلام این خبر، ایران را به توسل به تمهیدات مجرمانه و پول‌شویی برای جابجایی نفت و پول خود متهم کرد. آقای کوهن گفت: «ما در رسوا و خنثی کردن تلاش‌های ایران از طریق بابک زنجانی یا دیمیتری کامبیس یا هر شریک جرم دیگری در آینده، برای فرار از تحریم‌های بین‌المللی و سوءاستفاده از نظام مالی جهانی بی‌رحمانه اقدام خواهیم کرد.» بابک زنجانی می‌گوید: مالک بیش از ۶۰ شرکت در کشورهای مختلف است.

## فیلم و تصاویر جنجالی
- در جریان استیضاح جنجالی وزیر تعاون، کار و رفاه اجتماعی در مجلس و اتفاقات بعد از آن، احمدی‌نژاد قطعه فیلمی را افشا کرد که فاضل لاریجانی، برادر رؤسای قوای مقننه و قضائیه ایران را در حال پیشنهاد اعمال نفوذ برای رفع موانع اجرای معامله سازمان تأمین اجتماعی با زنجانی نشان می‌داد.[۳۰] فیلم نشان دهنده یک جلسه بین سعید مرتضوی، زنجانی و میرکاظمی بود که نفرات حاضر در فیلم از ماجرای رشوه درخواستی ۳۰ میلیارد تومانی فاضل لاریجانی برای استفاده از نفوذ برادرانش در پیشبرد کارهای تجاری صحبت می‌کنند. بعدها زنجانی در مصاحبه‌ای با فرداد فرحزاد، خبرنگار بی‌بی‌سی فارسی تأیید کرد که لاریجانی در یک ملاقات کوتاه به او پیشنهاد کمک در کارهای نقل و انتقال شرکت‌ها کرده ولی «در مقابل هیچ درخواستی نداشته است».[۳۱]
- تصاویری از او در سایت بازتاب امروز منتشرشد که او را مسلح به اسلحه کمری و اتوماتیک سبک در مکانی نا معلوم نشان می‌دهد.[۳۲] زنجانی این عکس‌ها را مربوط به ۱۵ سال پیش و در منطقه اربیل عراق دانست و بیان کرد که برای حفاظت در سفرهای زمینی در عراق مسلح بودن مسئله‌ای معمول است.[۳۳]
- سایت بازتاب امروز تصویری از یک گذرنامه دانمارکی ظاهراً متعلق به بابک زنجانی منتشر و او را تبعه دانمارک خطاب کرد. زنجانی نیز همان تصویر را در سایت باشگاه راه‌آهن منتشر کرده و آن را جعلی خواند. حقیقت در مورد تابعیت دانمارکی آقای زنجانی به دلیل نقص‌های مدارک طرفین دعوا (از جمله اینکه تاریخ تولد ذکر شده در تصویر پاسپورت با تاریخ تولد زنجانی در قطعنامه اتحادیه اروپا همخوانی ندارد) هنوز مشخص نیست.
- او یک‌ماه و نیم پس از انتشار فیلم مرتضوی و لاریجانی در مجلس و مطالبی که سایت بازتاب در موردش نوشته بود در یک گفتگوی اختصاصی در تاجیکستان با بی‌بی‌سی فارسی شرکت کرد و از عملکرد خود دفاع کرد.[۳۱]

## روابط شخصی و کاری

### رابطه با سعید مرتضوی
پس از تغییر در سازمان تأمین اجتماعی، تفاهم نامه این سازمان با زنجانی لغو شد. این تفاهم نامه شامل معامله ۳٫۵ میلیارد یورویی بابک زنجانی برای تأمین اجتماعی بود که از سوی سعید مرتضوی، مدیرعامل وقت این سازمان با زنجانی عقد شده بود تا چند شرکت تأمین اجتماعی را خریداری کند. منبع آگاهی که خبرگزاری فارس نام او را ذکر نکرده، گفته است: «مرتضوی براساس این تفاهم نامه چند فقره چک به مبلغ ۳٫۵ میلیارد یورو به بابک زنجانی پرداخت کرده بوده اما هیچ‌گونه پولی از فروش شرکت‌ها به سازمان وارد نشده است.» برپایه این گزارش بابک زنجانی چک‌هایی را که از سازمان تأمین اجتماعی گرفته بود برای پرداخت بدهی‌های معوقه خود به وزارت نفت به مقامات این وزارتخانه داده بوده است. در شرایطی که توافق‌نامه تأمین اجتماعی با زنجانی لغو شده مشخص نیست تکلیف این چک‌ها و پرداخت‌ها چه خواهد شد.
در گزارش تحقیق و تفحص مجلس شورای اسلامی، آمده بود که این تفاهم نامه دارای «اشکالات عدیده حقوقی» بوده و قوانین در آن رعایت نشده است. حواله ارزی واریز شده به ارزش بیش از ۴ میلیارد یورو به حساب سازمان تأمین اجتماعی در بانک مسکن، به دلیل تحریم‌های بین‌المللی قابلیت انتقال بین‌المللی نداشته است. همچنین سازمان تأمین اجتماعی قرار بوده شرکت‌های زیان‌ده خود را بفروشد، در حالی که تعدادی از شرکت‌های مورد تفاهم، از جمله پتروشیمی آبادان و پتروشیمی امیرکبیر سودآور بوده‌اند.

### رابطه با سید حسن میرکاظمی
زنجانی که به گفته خودش دوست نزدیکی با سید حسن میرکاظمی است عکس منتشر شده در جت اختصاصی را از فیس بوک خودش دانسته و گفته که نمی‌دانسته این عکس این همه هیاهو می‌کند. در مصاحبه با بی‌بی‌سی نیز در مورد عکس‌های دیگری که قبل تر از میرکاظمی مسلح به سلاح کمری در جریان تعقیب معترضان بعد از انتخابات ریاست جمهوری سال ۸۸ در ایران منتشر شده موضع‌گیری کرد و گفت: «میرکاظمی را واقعاً نمی‌شود خطا کار دانست و وی کار سازمانی خودش را انجام داده است ولی از دید مخالفان ممکن است موضوع داشته باشند و اینکه وی در جریانات سال ۸۸ و به دلیل مسئولیتی که داشته یک سلاح هم به کمرش بوده و اتفاق خاصی نیفتاده است». زنجانی اعتقاد دارد میرکاظمی برای دفاع از خودش و چه بسا کشورش اسلحه حمل کرده است.
زنجانی در گفتگو با بی‌بی‌سی فارسی ضمن تمجید از میرکاظمی گفت که او دوست نزدیکی است در حالی که در مصاحبه قبلی با سایت راه‌آهن میرکاظمی را از تجار خوب کشور خوانده بود.
سایت بازتاب متعلق به خانواده هاشمی رفسنجانی در یادداشتی میرکاظمی را چهره اصلی حامی زنجانی در فعالیت‌های بزرگ اقتصادی او در ایران دانست.بابک زنجانی در گفتگو با تابناک می‌گوید: ایشان با ما دوست است و با وزیر اسبق نفت ایران هم هیچ رابطه خانوادگی ندارد. کاسبی خاصی هم با ایشان ندارم. فقط در گذشته یکی از هتل‌های وی را در کیش خریداری کردم و از آنجا هم همدیگر را شناختیم و چند مسافرت هم با هم رفتیم.

### رابطه با علیرضا زیباحالت‌منفرد
در سال ۱۳۹۵ علیرضا زیباحالت‌منفرد، یکی از همدستان وی که به دلیل تخلفات مالی در دومینیکا دستگیر شده بود، توسط پلیس بین‌الملل به ایران تحویل داده شد. وی پس از آگاهی از تلاش‌ها برای دستگیری خود، از مالزی به دومینیکا گریخته بود. او که روابط خوبی با نخست‌وزیر دومینیکا، روزولت اسکریت داشت، با استفاده از گذرنامه سیاسی و مصونیت دیپلماتیک موفق به فرار از مالزی شده بود.

## پروژه ایران‌زمین
پروژه بزرگ تجاری اداری خیابان ایران‌زمین واقع در شهرک غرب تهران، متعلق به هلدینگ سورینت، مهر ماه ۹۲، به دلیل نشست زمین و تخریب قسمتی از پروژه و آسیب جدی به خیابان‌ها و ساختمان‌های اطراف متوقف شد. این حادثه به دلیل گود برداری غیراصولی و بیش از حد این پروژه روی داد.
۲۵ آذرماه ۹۲ مجوز برج ۲۷ طبقهٔ ایران‌زمین با ۳۱۴۰۰۰ متر زیربنا توسط شورای عالی معماری و شهرسازی ابطال شد. مجوز پروژه ایران‌زمین برای زنجانی بیش از۶۵ میلیون دلار هزینه داشته است. مجوزها در قبال واردات تجهیزات بزرگراه صدر از سوی بابک زنجانی و طلب ۶۵ میلیون دلاری‌اش از شهرداری در قبال واردات تجهیزات صدر و برگشت خوردن چک‌های شهرداری داده شده است.
پس از بازداشت زنجانی پروژه به حال خود رها شده است. پیش از بازداشت، قیمت این زمین بدون پروانه۷۱۰ میلیارد تومان کارشناسی شده بود، حین بازداشت تقاضای کارشناسی مجدد و ارایه پروانه جدید کرد و این بار ۱۷۰۰ میلیارد تومان قیمت گذاشتند ولی اصغر هندی مسول مطالبت وزارت نفت با زدو بند با اشخاص کارشناس مبلغ را کاهش و در نوبت سوم و در فاصله کوتاهی پس از آن به ۶۱۰ میلیارد تومان کاهش و تعیین شد.

## بدهی به وزارت نفت
بیژن زنگنه وزیر نفت ایران روز سه شنبه ۱۹ شهریور ۹۲، (۱۰ سپتامبر ۲۰۱۳) گفت بابک زنجانی، تاجر ایرانی بیش از دو میلیارد دلار حاصل از فروش نفت ایران را به خزانه دولت واریز نکرده و وزارت نفت و مجلس ایران در حال پیگیری این مسئله هستند. همچنین وی به خبرنگاران گفت که آقای زنجانی معتقد است که این پول به حسابش ریخته شده اما این حساب از طرف آمریکایی‌ها بلوکه شده است.
پنج‌شنبه ۲۱ شهریور ۱۳۹۲ جلیل جعفری عضو کمیسیون انرژی مجلس شورای اسلامی گفت: بدهی بابک زنجانی به وزارت نفت «دو میلیارد دلار نیست، بلکه دو میلیارد و ۸۰۰ میلیون دلار است».
سه شنبه ۲۶ آذر ۱۳۹۲ عضو هیئت‌رئیسه اتحادیه صادرکنندگان فراورده‌های نفتی و پتروشیمی در گفتگو با روزنامه شرق گفت: بابک زنجانی مهره سوخته یک جریان است، جریانی که حالا چندان هم از تخریب او ناراضی نیستند.
زنجانی سخنان زنگنه را تکذیب کرده و گفت این پول در حساب شرکتی وابسته به وزارت نفت در خارج از کشور است و عدم انتقال این پول به وزارت نفت ربطی به او ندارد. اما بابک زنجانی در ویدئویی که بر روی سایت یوتیوب منتشر کرد، گفت که نقش او در این ماجرا صرفاً کمک به افتتاح حساب برای یکی از شرکت‌های وزارت نفت در بانکی بوده که او در آن کار می‌کرده است. به گفته او این شرکت در هنگ کنگ به ثبت رسیده است. از آنجایی که این شرکت به دلیل تحریم‌ها نمی‌توانسته برای نقل و انتقالات پولی خود حسابی در خارج از کشور داشته باشد، او صرفاً کمک کرده که این شرکتی بتواند حسابی در خارج از کشور باز کند تا پول عاید از فروش محصولات خود را دریافت کند. زنجانی گفت که به دلیل تحریم اقتصادیهای علیه او و بانکی که او در آن فعال بوده و شرکت زیر مجموعه وزارت نفت در آن حساب داشته، انتقال این پول به ایران فعلاً با مشکلاتی همراه است. زنجانی در واکنش به اظهارات زنگنه گفت: این حساب و موجودی آن توسط هیچ کشور و نهادی مسدود نشده و صرفاً مانع اصلی انتقال این پول به ایران این است که وزارت نفت می‌خواهد موجودی این حساب به حساب‌های وزارتخانه یا بانک مرکزی واریز شود که به گفته آقای زنجانی عملاً به دلیل تحریم‌های بین‌المللی انتقال سوئیفتی این مبلغ به آن حساب‌ها امکانپذیر نیست. او گفت به محض اینکه شرکت هنگ کنگی وابسته به وزارت نفت حسابی را معرفی کند که برای انتقال سوئیفتی مشکلی نداشته باشد، بلافاصله این پول را به آن حساب منتقل خواهد کرد.
زنجانی در واکنش به سخنان جلیل جعفری گفت: «کل مبلغ فروش ۱۹۰۰ میلیون یورو بوده که ۷۰۰ میلیون یورو آن را دریافت نموده‌اند و مابقی هم در حساب آن شرکت موجود است. این مبلغ توسط اتحادیه اروپا و آمریکا بلوکه نشده، علت عدم انتقال آن به حساب‌های خزانه کشور، تحریم بودن حساب‌های معرفی شده است و هیچ بانکی آمادگی دریافت مبلغ را ندارد و این موضوع به بنده مربوط نمی‌شود.»
زنجانی می‌گوید که در دو - سه سال گذشته بیش از ۱۷ میلیارد از درآمد حاصل از فروش نفت را به ایران منتقل کرده است.
زنجانی در مصاحبه با ایسنا خودش را گفته بود که همه فعالیت‌هایش زیر نظر وزیر نفت و مسئولان وقت و «کاملاً شفاف» بوده است.
اما بعداً ادعا شد که گواهی بانک ملی تاجیکستان معتبر نیست. عبدالغفار قربان اف، سخنگوی بانک ملی تاجیکستان دیروز دوشنبه ۳۰ دسامبر به بی‌بی‌سی فارسی گفت: «نهاد ما هیچ گونه گواهی را در مورد انتقال ۲ میلیارد دلار در اختیار بابک زنجانی نگذاشته است و اگر سند تقلبی در این مورد باشد، بانک ما به آن هیچ دخلی ندارد.»
احسان مهرابی – خبرنگار پیشین پارلمانی روزنامه اعتمادملی: گرچه دولت می‌گوید زنجانی بدهی‌هایش را پرداخت کند تا امکان رهایی یابد، اما آقای زنجانی احساس می‌کند اگر پول‌ها را بازگرداند مانند متهمان قبلی اعدام شود و برگرداندن پول‌ها تأثیری در حکم وی نداشته باشد.

## اتهامات پیرامون میعانات نفتی
در اردیبهشت ۱۳۹۲ وبگاه خبر آنلاین در مطلبی با عنوان «برگ دیگر از کلاهبرداری‌های بابک زنجانی» نوشت :گفته می‌شود آقای بابک زنجانی محموله‌های میعانات گازی را آلوده به شرکت ملی نفت ایران برگردانده است. آیا شما تأیید می‌کنید؟" این را از مدیر امور بین‌الملل شرکت ملی نفت می‌پرسم. وقتی که در طبقه فوقانی غرفه شرکت ملی نفت در نوزدهمین نمایشگاه بین‌المللی نفت و گاز تهران، کنار هم نشسته‌ایم. "بله. میعانات گازی را در مخازن نفت خام انبار کرده بودند. در دادگاه علی دیوان دری مدیرعامل سابق بانک ملت هم از واریز پولهای بابک زنجانی به حساب مهدی فلاحتیان ذکر شده است

## انتقال غیرقانونی طلا از ایران به ترکیه
در جریان ماجرای بحران فساد مالی ترکیه ۲۰۱۳ آذر ماه ۱۳۹۲ نام شرکت سورینت این بار در اتهام "انتقال غیرقانونی طلا از ایران به ترکیه" توسط مطبوعات آن کشور مطرح شد اما در ایران مقامات قضایی و دولتی موضع‌گیری در این‌باره نداشتند. وبگاه الف در اینباره نوشت :"مطبوعات ترکیه با افشای انتقال غیرقانونی طلا از ایران به ترکیه و سپس دوبی، پای شرکت سورینت ایران را به این پرونده باز کردند. با بالاگرفتن دعوای سیاسی در آستانه انتخابات ریاست جمهوری ترکیه میان جناح وابسته به فتح الله گولن و رجب طیب اردوغان و افشای پی در پی فسادهای مقامات و آقازاده‌های دولتی، پای سورینت ایران هم به این پرونده باز شد. جریانات مربوط به کشف بیش از ۱٫۵ تن طلا در فرودگاه آتاتورک ترکیه بخشی از اتهامات مختلفی است که علیه آقازاده‌های کابینه اردوغان مطرح شده است؛ بنابراین گزارش، در تاریخ ۱ ژانویه ۲۰۱۳، هواپیمایی متعلق به خطوط هوایی یو.ال. اس با محموله ۱٫۵ تن طلا در فرودگاه آتاتورک متوقف می‌شود. مقصد بخشی از این طلاها شرکت‌های ترکیه‌ای بوده‌اند و بخشی نیز که به ادعای رسانه‌های ترکیه فاقد اسناد و مدارک رسمی بوده‌اند، متعلق به شرکت سورینت در ایران بوده‌اند. "
نام وی همچنین در پرونده رضا ضراب، ایرانی دستگیرشده در ترکیه به اتهام قاچاق طلا مطرح شده است. رضا ضراب در دادگاه گفته است که مدیر تحت فرمان زنجانی بوده و هیچ اختیاری نداشته است.
گفته شده که ایران برای رضا ضراب امتیاز تاجر امین قائل شده است. بانک‌های ایرانی مرتبط با موضوع به شرح زیر است:
بانک پاسارگاد - بانک سامان - بانک کشاورزی - بانک پارسیان - بانک توسعه صادرات ایران - بانک سرمایه

## بازداشت
متعاقب شکایت عده‌ای از نمایندگان مجلس در نامه‌ای گلایه‌آمیز از سران ۳ قوه حکومت ایران، زنجانی در تاریخ ۹ دی ۱۳۹۲ بازداشت گردید. غلامحسین محسنی اژه‌ای در این باره اظهار داشت: «بابک زنجانی با توجه به مسائل و اتهامات وارده در هفته‌های اخیر از سوی مراجع قضایی بازداشت شد.»
دستگیری زنجانی یک روز پس از دستور حسن روحانی صورت گرفت که به دولتش گفته بود با فساد اقتصادی خصوصاً در مورد کسانی که برای پر کردن جیب خود از تحریم‌ها سود برده‌اند، مبارزه کند. البته او هرگز نامی از بابک زنجانی نبرد اما بلافاصله بعد از این اظهارات این میلیاردر معروف بازداشت شد.
همچنین احمد توکلی مدعی ست که «من وقتی ماجرای زنجانی را فهمیدم بلافاصله عکس العمل نشان دادم. اصلاً علت اینکه زنجانی بازداشت شد و نتوانست فرار کند بیانیه من بود. من نامه‌ای نوشتم و از نماینده‌ها امضا گرفتم که او باید بازداشت شود.»
دو روز پیش از دستگیری زنجانی، محمدعلی پورمختار، رئیس کمیسیون اصل نود مجلس شورای اسلامی، اعلام کرده بود که بابک زنجانی بدهی ۲٫۶ میلیون یورویی خود بابت فروش نفت ایران را به دولت پرداخت کرده است. مصطفی افضلی‌فرد، سخنگوی کمیسیون اصل ۹۰ مجلس شورای اسلامی یک روز پیش از دستگیری زنجانی مدعی شد که در ابتدا مسئولان بانک مرکزی ایران گمان کردند با توجه به اسناد و مدارک ارائه‌شده از جانب زنجانی، پول حاصل از فروش نفت در حساب این بانک می‌باشد؛ اما با بررسی بیشتر جعلی بودن این اسناد محرز شد و زنجانی متهم شناخته شد.
امیرعباس سلطانی، نماینده مجلس و عضو کمیته پیگیری پرونده «بابک زنجانی» چندین ماه بعد از بازداشت او در مهر ۱۳۹۳ به رسانه‌ها گفت که بسیاری از مقامات بلندپایه دولت احمدی‌نژاد از جمله چند وزیر ازجمله وزیر دارایی، رئیس بانک مرکزی و وزیر نفت در تخلفات وی سهیم بوده‌اند. وی گفت که فعالیت‌های او حتی پس از بازداشت هم ادامه دارد. روایت است:
«بابک زنجانی ۱۳ هزار میلیارد تومان را پس نمی‌دهد، زنجانی ۱۳ پرونده تخلف مالی داشته، متأسفانه باوجود این تخلفات بازهم نفت را در اختیار او قرار می‌داده‌اند ۹۰ درصد اموال زنجانی در خارج از کشور است و او چیزی در ایران ندارد که ما به آن دلخوش باشیم، در واقع ۱۰ درصد اموالی که در ایران دارد صاحب دیگری نیز دارد. زنجانی شرکت‌های بزرگ خود را نیز به نام افراد دیگری کرده و مدیرعاملان آن‌ها اشخاص دیگری هستند، با همین ترفند توانسته کار کند که نتوانیم این شرکت‌ها را مصادره کنیم.»

### دفاعیات و اقدامات حامیان
او در یکی از دفاعیه‌هایش خطاب به قاضی از کارشناسی شدن غیر منصفانه اموال داخل ایرانش برای تسویه بدهی‌ها گلایه می‌کند.
حامیان بابک زنجانی در صفحه فیس بوک او دفاعیه‌ای را منتشر کرده‌اند که در خبرگزاری ایسنا انتشار یافت. در این دفاعیه آمده است: «تنها موضوعی که قابل بحث است، چگونگی پرداخت تعهد آقای زنجانی است به دولت است که ایشان بسیار منطقی سخن می‌گویند: اگر کسی توانست هزار دلار از خارج به حساب بانک مرکزی واریز کند، من دو میلیارد دلار مابقی را واریز می‌کنم. آیا این آقایان می‌دانند که ایران تحریم است؟ می‌دانند که تحریم معنی‌اش چیست و آیا تاکنون شده است که به یک بانک خارجی مراجعه نمایند تا با دیدن پاسپورت ایرانی ایشان را بدون هیچ عذرخواهی از بانک بیرون کنند؟ آیا اصلاً ایشان مراحل فروش نفت را می‌دانند؟ آیا از عملیات بانکی برای انتقال پول از یک کشور به یک کشور دیگر آگاه هستند؟ آیا می‌دانند که یک بشکه نفت خام چند لیتر است و ظرفیت یک کشتی نفت‌کش چند میلیون بشکه است؟ آیا می‌دانند که بانک اچ اس بی سی مدت‌ها با حذف نام ایران در آدرس سوئیفت‌ها، میلیاردها دلار را برای ایران جابه‌جا می‌کرد و کمسیون میلیون دلاری می‌گرفت؟ آیا می‌دانند که این بانک سر آخر یک میلیارد و دویست میلیون دلار به خاطر این کارش جریمه شد و این جریمه هنوز برایش می‌صرفید؟»

### پرداخت بدهی‌ها
محسنی اژه‌ای در بهمن ۱۳۹۲ از توقیف کلیه اموال زنجانی در داخل و خارج از ایران خبر داد که با همکاری خود زنجانی در معرفی این دارایی‌ها همراه بوده است. وی از بدهی ۹۰۰۰ میلیارد تومانی زنجانی به وزارت نفت و تصمیم قوه قضائیه برای توقیف این میزان ارزش از دارایی‌های زنجانی خبر داد. وی معتقد است حتی با فروختن بخشی از دارایی‌های زنجانی که در داخل ایران موجود است، می‌توان بدهی مزبور به وزارت نفت ایران را تسویه کرد. اما این ادعای اژه‌ای توسط مصطفی پورمحمدی و عزت‌الله یوسفیان ملا رد شد و ایشان اذعان کردند که دارایی‌های داخل کشور زنجانی مبلغ ناچیزی از بدهی‌هایش را شامل می‌شود و می‌بایست برای پرداخت کامل بدهی‌ها، دارایی‌های وی در خارج از کشور را به داخل منتقل کنیم. یوسفیان ملا در اینباره گفت: «بر اساس برآوردهای ما در ستاد مبارزه با مفاسد اقتصادی، در خوشبینانه‌ترین حالت میزان اموال زنجانی در داخل حدود ۴۰۰۰ میلیارد تومان است که در واقع حتی نیمی از بدهی بابک زنجانی به وزارت نفت را هم شامل نمی‌شود.»
از طرف دیگر به گفته یوسفیان ملا، کشورهایی که زنجانی در آن‌ها حساب داشته، حاضر نیستند به راحتی پول‌های زنجانی را به ایران بازگردانند. به عنوان مثال در یک مورد، در مالزی به شرطی حاضر شدند دارایی‌های زنجانی را به ایران تحویل دهند که به آن‌ها باجی پرداخت شود.
در ۲۰ فروردین ۱۳۹۳ از رئیس وقت کمیسیون اصل ۹۰ مجلس شورای اسلامی نقل شد که «ادعای بابک زنجانی مبنی بر بلوکه شدن دو میلیارد یورو از دارایی‌های او در خارج از کشور صحت ندارد و اساساً نمی‌توان به تسویه بدهی‌های او به وزارت نفت امیدوار بود. او به جز پول‌های بلوکه شده‌ای که حالا دروغ از کار درآمده، املاک و سرمایه‌های دیگری در خارج دارد که به فکر آن هستیم که این اموال را تبدیل به پول کرده و به کشور بازگردانیم.»
در ۱۹ اردیبهشت ۱۴۰۴ حمید بورد، مدیرعامل شرکت ملی نفت ایران، در نشست خبری که در بیست‌ونهمین نمایشگاه بین‌المللی نفت برگزار شد اعلام کرد که «بر اساس حکم صادره از سوی دادگاه، اموال بابک زنجانی تحت اختیار شرکت ملی نفت قرار گرفته و در حال پیگیری و رایزنی برای بازپس‌گیری این اموال هستیم.» وی همچنین بر عدم دریافت مطالبات شرکت نفت و عدم تغییر در وضعیت بدهی‌های زنجانی به شرکت نفت تأکید کرد.

### اقدامات وزارت اطلاعات در پرونده زنجانی
روابط عمومی وزارت اطلاعات ایران، برخی اقدامات انجام شدهٔ این وزارتخانه، در ارتباط با فعالیت‌های اقتصادی بابک زنجانی در شرکت‌ها و بانک‌ها و پیشگیری از عوامل مداخله‌کننده در روند پرونده و همچنین شناسایی عوامل نفوذی او در زندان را تأیید کرد.

## حکم اعدام
محسنی اژه‌ای (سخنگوی وقت قوه قضائیه) روز یکشنبه ۱۶ اسفند ۱۳۹۴ شمسی اعلام کرد که دادگاه بدوی بابک زنجانی به همراه دو متهم دیگر این پرونده را به اعدام محکوم کرده است. همچنین این سه متهم به رد مال مربوط به شاکی (که همان شرکت ملی نفت ایران است) و جزای نقدی معادل یک چهارم پول‌شویی نیز محکوم شده‌اند.
روز دوشنبه ۱۶ فروردین ۱۳۹۵، حکم اعدام بابک زنجانی ابلاغ شد.
برخی از مقامات دولت و نمایندگان مجلس با اعدام بابک زنجانی مخالفت کردند. از جمله حسن روحانی، رئیس‌جمهوری ایران؛ مصطفی پورمحمدی، وزیر دادگستری؛ بیژن نامدار زنگنه، وزیر نفت و شاکی اصلی؛ حسین دهدشتی و امیرعباس سلطانی از اعضای کمیته پیگیری پرونده بابک زنجانی در مجلس نهم و دیگران. ایشان گفتند با اعدام آقای زنجانی «افراد صاحب نفوذ» و «دست‌های پشت پرده» در این پرونده «فراموش» خواهند شد و بازپس گرفتن بدهی‌های او دشوارتر از اینی که هست خواهد شد.
در روز شنبه، ۱۳ آذر ۱۳۹۵، حکم اعدام بابک زنجانی تأیید شد.
در روز یکشنبه، ۳ بهمن ۱۳۹۵، حکم اعدام بابک زنجانی به وی ابلاغ شد.
در روز سه شنبه، ۱۲ بهمن ۱۳۹۵، حکم اعدام بابک زنجانی به‌طور کامل ابلاغ شد.
در روز سه شنبه، ۲۷ تیر ۱۴۰۲ حکم اعدام بابک زنجانی دوباره به‌طور کامل ابلاغ شد.
در روز سه شنبه، ۱۱ اردیبهشت ۱۴۰۳ حکم وی با موافقت سید علی خامنه‌ای از اعدام به بیست سال حبس تغییر کرد. وکیل زنجانی گفت چون ۱۰ سال از حبس موکلش می‌گذرد، دوران تحمل زندان او به پایان رسیده است.

## حضور رسانه‌ای
در جریان یکی از برنامه‌های تلویزیونی شبکه جام جم با حضور مدیر عامل باشگاه و سرمربی وقت تیم فوتبال راه‌آهن علی دایی تصاویر زیادی از فیلم‌های بازدید تیم راه‌آهن و علی دایی به همراه بابک زنجانی از پروژه‌های هلدینگ سورینت در کیش نمایش داده شد. این برنامه ترکیبی از توضیح فعالیت‌های تجاری گروه سورینت در کیش و فعالیت‌های فرهنگی، ورزشی تیم راه‌آهن و علی دایی را شامل شد.
یکی از دستیاران ارشد زنجانی به خبرگزاری تدبیر می‌گوید حضور رسانه‌ای زنجانی و تبلیغات پرهزینه او برای شرکت‌هایش هیچ توجیه اقتصادی نداشته و تنها برای جلب توجه و وارد شدن زنجانی به افکار عمومی بوده است تا خود را بیمه کرده و میلیاردری قهرمان معرفی کند. این تبلیغات دقیقاً از زمان مشکلات تحریم زنجانی شروع شد.

## فعالیت سینمایی
زنجانی در سینما نیز فعالیت‌هایی داشته که می‌توان به سرمایه‌گذاری در موارد زیر اشاره کرد:
- هیچ‌کجا هیچ‌کس به کارگردانی ابراهیم شیبانی به مبلغ ۱٫۵ میلیارد تومان و امکانات دیگر استودیویی، بیلبورد تبلیغاتی و سی دی برای پخش در شبکه خانگی.
- فیلم سیزده به کارگردانی هومن سیدی
- نقش نگار به کارگردانی علی عطشانی

هومن سیدی، کارگردان فیلم سیزده، پس از حذف این فیلم از جشنواره برلین، در اظهار نظری انتقادی از بابک زنجانی، سرمایه‌گذار فیلم، بیان کرد: چرا باید به خاطر اینکه این آقا تحریم است فیلم من از جشنواره برلین کنار گذاشته شود؟ من چرا به خاطرش آسیب بخورم؟
وی همچنین مجموعه‌ای تحت عنوان یاسین فیلم یا سورینت فیلم تأسیس و ادعا کرد «ما دوربین‌هایی را که به دلیل تحریم نمی‌توانستند وارد ایران شوند خریداری کردیم، در بخش صدابرداری و تدوین هم سیستم‌های جدیدی وارد کردیم.»

### رابطه با امیر جعفری
او همچنین از امیر جعفری نام برده و گفته است: «امیر جعفری به عنوان مشاور هنری با ما همکاری می‌کند و یکی از افرادی است که دربارهٔ فیلمنامه‌ها نظر می‌دهد.»
وی همچنین دربارهٔ همکاری خود با امیر جعفری نیز عنوان کرده است: امیر جعفری که هنرپیشه هستند، ابراهیم شیبانی را به من معرفی کرد. من و امیر همکلاس بودیم. چهار پنج سال در دوران دبستان در مدرسه‌ای در ایران زمین شهرک غرب و در مدرسه راهنمایی ایثار کنار هم می‌نشستیم. هنوز هم به صورت خانوادگی دوست هستیم با همدیگر. البته هیچ رابطه کاری با امیر نداریم و ایشان هم هیچ نفع مالی در دوستی با من نبرده است.